# The Recall (wiersz)
The Recall – wiersz angielskiego poety Algernona Charlesa Swinburne’a, opublikowany w tomiku Poems and Ballads. Third Series, wydanym w Londynie w 1889 roku przez spółkę wydawniczą Chatto & Windus. Pod względem budowy wersyfikacyjnej (stroficznej) utwór jest roundelem. Zgodnie z regułami gatunku, wypracowanymi przez samego Swinburne’a, składa się z trzech strof, ma w sumie jedenaście wersów i jest oparty na tylko dwóch rymach. Refren, w tym przypadku jednowyrazowy, powtarza pierwsze słowa utworu.
Return, they cry, ere yet your day
Set, and the sky grow stern:
Return, strayed souls, while yet ye may
Return.
But heavens beyond us yearn;
Yea, heights of heaven above the sway
Of stars that eyes discern.
The soul whose wings from shoreward stray
Makes toward her viewless bourne
Though trustless faith and unfaith say,
Return.